# Unie van Horodło

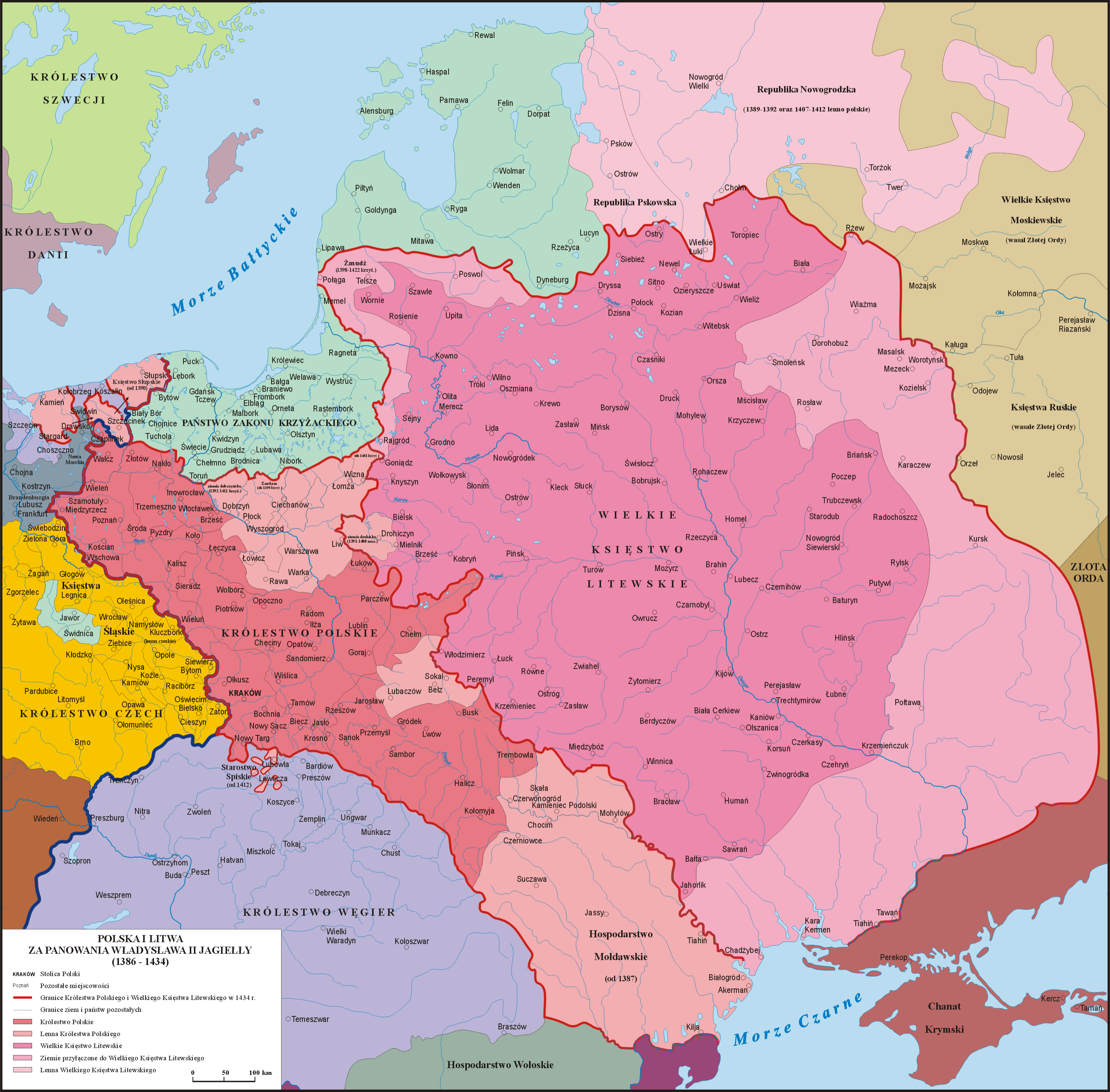
Kaart van Polen-Litouwen 1386-1434

De Unie van Horodło of het Pact van Horodło was een drietal verdragen die op 2 oktober 1413 werden getekend in de Poolse plaats Horodło. Het eerste verdrag werd getekend tussen Wladislaus II Jagiello en Vytautas de Grote en de twee andere verdragen tussen de Poolse adel en de Litouwse Bojaren. De unie amendeerde de eerdere overeenkomsten van Krewo en Vilnius en Radom.

## Overeenkomst
Onder voorwaarden werd overeengekomen dat kwesties die beide landen aangingen geregeld moesten worden in gemeenschappelijke assemblees van de adel en dat de Poolse edelen zouden deelnemen aan de electorale bevestiging van de Litouwse groothertog. Hierdoor kreeg de Poolse adel een permanent belang in de interne aangelegenheden van het groothertogdom Litouwen en de Litouwers kregen de garantie dat hun staat een eigen, afzonderlijke identiteit zou behouden. Door deze overeenkomsten werden de twee staten feitelijk één politieke natie.